# Izumi Miyazaki
Pour les articles homonymes, voir Miyazaki (homonymie).
Izumi Miyazaki (en japonais 宮崎 いず美, Miyazaki Izumi, née en 1994) est une photographe japonaise. 
Miyazaki est repérée en 2012, alors qu’elle n’a que 18 ans, par la critique artistique. Elle étudie alors les arts et sciences de l'imagerie au College of Art and Design de la Musashino School of Art de Tokyo,. 
La plupart de ses photographies sont des autoportraits, dans lesquels elle "mêle humour et absurdité à une réalité que l'on retrouve généralement dans la photographie de rue"  et qui rappelle René Magritte.
CNN décrit ses photos comme “des autoportraits surréalistes, grotesques, souvent humoristiques qui semblent renverser le concept de kawaii ." 
En 2015, le magazine TIME a salué ses travaux. 
La plupart de ses œuvres sont accessibles en ligne. En 2016, elle a également exposé au Luxembourg,. 
Le photographe américain Alex Prager et l’artiste Belge Magritte font partie des sources d'inspiration pour Miyazaki. 